# Bremer SV
Maillots
Actualités
Dernière mise à jour : 28/12/2024.
Le Bremer SV est un club allemand de football localisé dans partie occidentale de la ville de Brême.

## Histoire
Le club a été fondé le 1er janvier 1906, sous l’appellation de Bremer Ballspiel Vereins -Sport- von 1906. Ce fut en 1920 que le club opta pour sa dénomination actuelle de Bremer Sport Verein.
Durant ses vingt premières années, le club joua dans la Westkreisliga / Weser / Jade. En 1922, le Bremer SV obtint la deuxième place dans la Allgemeinen Bremer Turn und Sportverein. Cette ligue fut scindée l’année suivante entre les séries Weser et Jade.
En 1925, sous la conduite de l’entraîneur Gyula Feldmann, le club remporta sa Bezirksliga devant Komet Bremen. Mais il fut ensuite battu par Kilia Kiel et n’eut pas accès au tour final. La saison suivante, le Bremer SV, fut de nouveau Bezirkmeister en battant (6-1) le SV Werder Bremen en finale. En 1927, le club fut versé dans la série Weser et termina 2e.
Après la Seconde Guerre mondiale, le Bremer SV fut un des fondateurs de l’Oberliga Nord, une des cinq séries supérieures (équivalent D1) créées par la DFB. Le meilleur résultat du Bremer SV y fut une 5e place décrochée en 1948-1949. Relégué en 1955, le club joua ensuite en Amateurliga puis remonta en 1961 mais fut relégué après une saison.
En 1965, le Bremer SV accéda à la Regionalliga Nord (équivalent D2), une ligue créée en 1963 lors de la création de la Bundesliga. Le club se maintint une saison mais fut relégué en 1967.
En 2006-2007, le Bremer SV remporta le titre de la Verbandsliga Bremen. Mais le club ne fut pas autorisé à monter à l’étage supérieur, car selon la Norddeutschen Fußballverbandes (fédération régionale), le club ne disposait des éléments économiques nécessaires. Le club introduit un recours, mais n’eut pas gain de cause.

## Logos

Ancien logo.
Logo depuis 2024.